# نهر كرمة علي
نهر كرمة علي هو أحد الأنهار القصيرة في محافظة البصرة جنوب العراق، يصب النهر في شط العرب عند بلدة كرمة علي إلى الشمال قليلا من مدينة البصرة، ويتم تصريف مياه هور الحمار عن طريقه، يحتوي النهر على ثلاث مناطق، وهي منطقة الكرمة والحرير والمسحب، ويمتاز بتنوع الحيوي من الأسماك والحشرات المائية.

## مجرى الفرات
قال محمد طارق الكاتب في كتابه (شط العرب وشط البصرة) "لقد سبب اندراس الانهر الفرعية حرمان الأهوار من منفذها الطبيعي لتصريف مياه الفيضان الى شط العرب والى خور عبد الله فأدّى ذلك الى توسع نهر كرمة علي لكي يقوم وحده بمهمة التصريف هذه، غير أن تصريف الكرمة لم يكن يكفي اثناء الفيضان فكان لابد للمياه ان تجد لها منفذا للبحر وكان هذا يجري عن طريق ممر السهل الخصيب القديم الذي أصبح قاحلا تغطيه قشرة من السبخ بحيث تتصل الأهوار بالخور مباشرة، فيضطر المسافرون بين البصرة والزبير الى ركوب الزوارق مدة شهرين او ثلاثة أشهر في كل سنة. وفي خلال هذه الأشهر كانت المياه الفائضة تتصل بنهايات بعض الأنهار فتعمل على جرف قعرها وتنظيف مجراها فتأدي بذلك للنخيل خدمة كبيرة،
امتد الحال على هذا الموال حتى سنة ١٩١٥ ففي ذلك العام حدث فيضان خطير وكانت معركة الشعيبة مشتعلاً أوارُها آنذاك فحاصرت المياه الانجليز وانقطع عنهم الإمداد وأوشكت الشعيبة على السقوط بيد العثمانين، فقام الانجليز ببناء سدة تمتد من البصرة الى الشعيبة ومدوا فوقها سكة حديدية لنقل الدخائر، وبقيت هذه السدة حتى يومنا هذا الطريق الوحيد بين البصرة والزبير، الا انها في الوقت ذاته منعت مياه الاهوار من التسرب الى البحر أيام الفيضان وحصرتها شمالي السدة فراحت تغمر الاراضي المحيطة بنهر كرمة علي فنمّيت زرعها بينما ازداد نهر كرمة علي عمقا وعرضا بعد ان اصبح المنفذ الوحيد لمياه الاهوار الى شط العرب ، ومن طريف ما يذكر أن هذا النهر كان ضحلا وضيقا قبل سبعين سنة فكان الناس يعبرونه على ظهور الخيل ، الا ان الاهوار اتصلت به بعد ذلك فتوسع و تعمق مجراه مؤثراً بذلك على مجرى الفرات الاصلي الذي يلتقي بدجلة في القرنة حتى غدا هذا الأخير صغيراً قليل المياه".